# Sina-drums
Sina Döring, pisane również jako Sina Doering (ur. 6 maja 1999 w Marburgu w Hesji), znana zawodowo jako Sina-drums, jest niemiecką multiinstrumentalistką i wokalistką mieszkającą w Londynie w Wielkiej Brytanii. Oprócz sukcesu jako youtuberka, mająca ponad 1,75 miliona subskrybentów, wydała kilka albumów i współpracowała z muzykami o międzynarodowej renomie.

## Życie i kariera
Sina urodziła się 6 maja 1999 roku w Marburgu w Niemczech, w rodzinie muzycznej. Ojciec Siny, Michael Doering, pracuje jako muzyk studyjny i koncertowy, a także jako autor tekstów piosenek i producent pod pseudonimem scenicznym Mike Wilbury. Jej matka gra na pianinie i lubi śpiewać, choć nie występuje zawodowo. W wieku dwóch lat Sina po raz pierwszy towarzyszyła ojcu w trasie koncertowej jego zespołu The Silver Beatles grającego covery Beatlesów. Kiedy Sina miała sześć lat, jej ojciec nagrał dziecięcy musical A Toy Soldier in Love, w którym po raz pierwszy wystąpiła jako aktorka w zwiastunie reklamowym. Sina zaczęła grać na perkusji w 2009 roku i w latach 2009–2016 regularnie pobierała lekcje gry na perkusji w szkole Drummers’ Inspiration w Krefeld.
W 2013 roku ojciec Siny uruchomił jej kanał na YouTube i tego samego dnia umieścił na nim jej pierwszy drum cover, w którym grała na perkusji do utworu „Metropolis Pt. 1” zespołu Dream Theater. Jej kanał na YouTube „sina-drums”, na którym prezentuje ponad 560 filmów, ma ponad 1,7 miliona subskrybentów i łącznie ponad 723 miliony wyświetleń (stan na 26 marca 2025 r.) przyciągnął uwagę niemieckiej i międzynarodowej sceny muzycznej. W 2017 roku założyciel zespołu Chicago, Daniel Seraphine, w wywiadzie dotyczącym jej drum coveru” 25 or 6 to 4” określił jej wykonanie jako „niesamowite”.
Po kilku latach prezentowania na swoim kanale coraz większej liczby drum coverów, w 2015 roku rozpoczęła pracę nad własnym projektem, w ramach którego zapraszała młodych muzyków z całego świata, aby nagrać własny album. Wśród tych osób była Lauren Isenberg, znana obecnie jako Renforshort. Sina wydała ten album w 2016 roku nakładem Rockwerk Records (marka współpracująca z wytwórnią Niemieckiego Stowarzyszenia Muzyków Rockowych i Popowych) pod nazwą Chi Might.
Od 2017 do marca 2021 Sina była członkiem hardrockowego zespołu The Gäs. Grała z nimi m.in. jako support przed Earth Band Glenna Hughesa i Manfreda Manna. W 2017 roku zespół The Gäs wydał album Savage.
Z biegiem czasu Sina zyskała reputację szanowanego muzyka i grała z wielkimi gwiazdami muzyki. Można ją było zobaczyć w niemieckiej telewizji ZDF w programie Gottschalks große 68er Show prowadzonym przez Thomasa Gottschalka, gdzie grała na perkusji w piosence „Hurdy Gurdy Man”. szkockiego muzyka Donovana.
W latach 2017–2018 Sina ukończyła dodatkowy, intensywny kurs gry na perkusji w Drummers Institute w Krefeld. W tym samym czasie pracowała nad swoim drugim albumem Chi Might II, który wydała ponownie w wytwórni Rockwerk Records.
W 2019 roku Donovan wyprodukował album z hołdem dla Briana Jonesa zatytułowany Joolz Jones & The Jukes, na którym zatrudnił Joolza Jonesa, wnuka Briana Jonesa jako wokalistę i Sinę jako perkusistkę. W związku z pandemią COVID-19 rzadko pozwalano na publiczne występy, dlatego w tym czasie wyprodukowała album Chi Might III, który w 2020 roku został wydany własnym nakładem.
We wrześniu 2020 roku Sina rozpoczęła naukę jazzu i popu w ArtEZ w Arnhem w Holandii, gdzie 10 czerwca 2024 roku uzyskała tytuł licencjata w dziedzinie perkusji jazzowej i popowej.

W 2020 roku Sina grała na perkusji dla Der Ole w utworze „Durch die Zeit” na albumie o tym samym tytule. Ian Paice, brytyjski perkusista i członek-założyciel zespołu muzycznego Deep Purple, odkrył Sina-Drums w 2020 roku, komentując jej wersję utworu Burn w wykonaniu perkusyjnym, na swoim kanale wideo, w serwisie YouTube. W 2021 roku wyprodukował teledysk we współpracy z Siną i japońskim perkusistą Yoyoką Somą. 

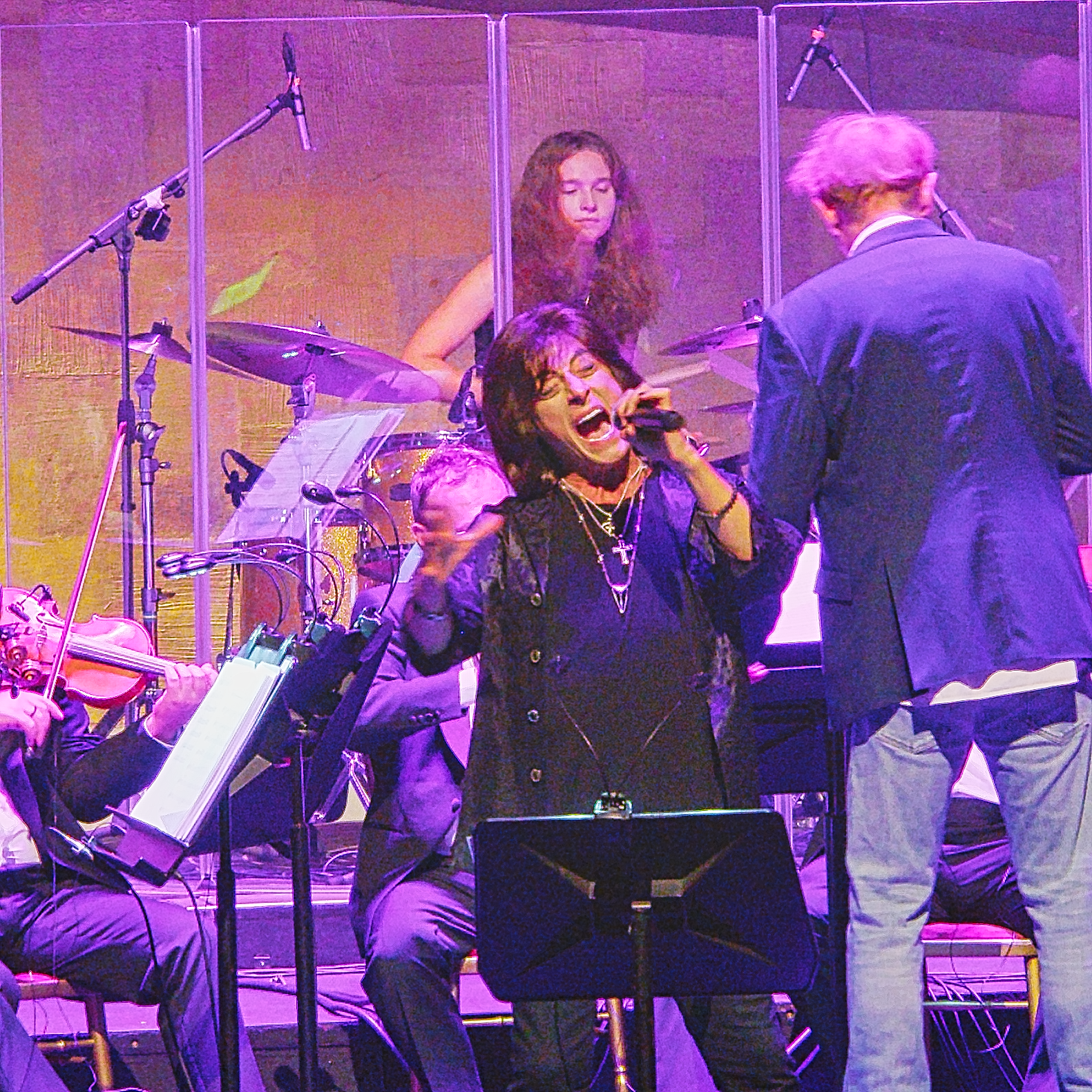
Sina z Joe Lynn Turner w Rock the Opera w Wiedeńskiej Operze Państwowej, rok 2022.

Ponadto w 2021 roku Sina została zaproszona przez Jima Peterika z Survivor do zagrania na perkusji w jego utworze „Dear Life” z albumu Tigress: Women Who Rock the World.
W latach 2021 i 2022 Sina brała udział w europejskiej trasie koncertowej Rock the Opera, gdzie wystąpiła m.in. u boku Joe Lynna Turnera w Wiedeńskiej Operze Państwowej.
Po ukończeniu ArtEZ Sina-Drums w 2024 roku przeniosła się do Londynu. W tym samym roku złożyła publiczne oświadczenie o przebytej chorobie nadgarstka – torbieli galaretowatej i zaapelowała o nieignorowanie objawów, tak jak ona to robiła przez 4 lata grania na perkusji. Choroba była też jednym z powodów rozpoczęcia kursu doskonalącego w 2017 roku i zmiany chwytu pałeczek z symetrycznego na tradycyjny.

## Dyskografia

### Albumy studyjne
- 2016: Chi Might (wydawca: Rockwerk Records)[41][42]
- 2019: Chi Might II (wydawca: Rockwerk Records)[43]
- 2020: Chi Might III (wydanie własne)[44]

### Występy
- 2019: Joolz Jones i The Jukes[45]
- 2017: Savage zespołu The Gäs[46][47]
- 2020: Piosenka „Durch die Zeit” na płycie o tym samym tytule zespołu Der Ole[48]
- 2021: Witchdoctor autorstwa Sticky Hickey[49]
- 2021: Piosenka „Dear Life” z albumu Tigress: Women Who Rock the World autorstwa Jima Peterika[50][51]